# Betty Lagos
Betty Lagos es una actriz y vedette argentina, perteneciente a la cultura del arrabal porteño en  la década de 1940. 

## Biografía
Betty Lagos  fue una de las figuras de la década de oro  abarcando solamente los tres últimos años (1947-1949) donde trabajó en  la compañía de  los  directores del momento como Manuel Romero con quién filmó tres películas del sainete criollo: "Navidad de los pobres "(1947) , "Porteña de corazón "(1948) las dos junto a Niní Marshall y la "Historia del tango "(1949), Luis Bayón Herrera en "Maridos modernos "(1948) donde acompañó  a los dos protagonistas que fueron  dos  grandes cómicos del género pícaresco  Olinda Bozán y Francisco Álvarez.
Su última película fue con Carlos A. Petit en "Alma de bohenio "(1949) protagonizada por el Fidel Pintos.

## Filmografía
- Navidad de los pobres (1947)
- Porteña de corazón (1948)
- Maridos modernos (1948)
- La historia del tango (1949)
- Alma de bohemio (1949)